# Andrew McQuaid
 Andrew McQuaid (* 20. November 1984 in Ashford) ist ein Radsport-Manager und ehemaliger Radrennfahrer aus Irland.
Andrew McQuaid gehört zum irischen Radsport-Clan der McQuaids. Mindestens sechs männliche Mitglieder seiner Familie waren als Radrennfahrer aktiv. Bekanntester Vertreter ist sein Vater Pat McQuaid, der 1974 irischer Meister im Straßenrennen war und von 2005 bis 2013 Präsident des Weltradsportverbandes UCI.
McQuaid war ein Jahr lang als Profi aktiv, erzielte aber keine nennenswerten Erfolge. Er beendete seine aktive sportliche Laufbahn und absolvierte ein Jura-Studium am University College Dublin. Nach Abschluss seines Studiums arbeitete er drei Jahre lang für die Wirtschaftsprüfungsgesellschaft Deloitte. 2008 gründete er das eigene Unternehmen Trinity Sports Management. Zweck des Unternehmens, das McQuaid zunächst nebenberuflich betrieb, war die rechtliche Beratung von Radrennfahrern. 2010 zog er nach London, wo er für die Wirtschaftskanzlei Freshfields Bruckhaus Deringer tätig war. Sechs Monate lang war er freigestellt, um im Organisationskomitee der Olympischen Spiele 2012 in London zu arbeiten. Anschließend beschloss er, sich gänzlich seinem eigenen Unternehmen zu widmen.
2011 gehörte Andrew McQuaid zur ersten Gruppe von Radsportmanagern, die offiziell von der UCI als solche zertifiziert wurden und war somit der erste Ire in dieser Funktion. Er war – schon zu Zeiten, als sein Vater noch UCI-Präsident war –  Manager von prominenten Fahrern wie Richie Porte, Nicolas Roche, Philip Deignan und Christophe Le Mével. Diese Tätigkeit wurde von Gianni Bugno, dem Präsidenten der Cyclistes Professionnels Associés (CPA), im Jahre 2011 als „Interessenskonflikt“ stark kritisiert. Auf Skepsis stoßen auch weitere Verflechtungen der McQuaid-Familie: Andrew McQuaids Onkel Darach organisierte die UCI-Straßen-Weltmeisterschaften 2015 im US-amerikanischen Richmond und zeichnete für den Start des Giro d’Italia 2014 in Belfast verantwortlich; sein Bruder David veranstaltet UCI-Rennen in Asien.
2015 wurde Andrew McQuaid General Manager des neu gegründeten Team Wiggins, welches nach der Saison 2019 aufgelöst wurde.
Im November 2020 wurde McQuaid Mitglied des Gründungsvorstands der neugegründeten Rennfahrervereinigung The Riders Union.